# Военная история Армении
Ранняя военная история Армении определяется положением Армянского нагорья между эллинистическими государствами, а позднее Византийской империей на западе и Персидской империей на востоке. Армянское царство неоднократно боролось за независимость от Персии или Рима, а затем вновь следовали завоевания одной из соседних империй. Период после мусульманских завоеваний в VII веке, вплоть до конца XV века, был в основном отмечен господством других империй, таких как последовательно Арабские халифаты, Государство Сельджукидов, Ильханат, Империя Тимуридов, а также Ак-Коюнлу и Кара-Коюнлу, и прочие. Некоторые периоды большей военной независимости периодически достигались при Багратидах и, хотя и находившемся за пределами Армянского нагорья, армянском царстве Киликии.
С начала XVI века Восточная Армения попала под власть сменявших друг друга династий Ирана, а именно Сефевидов, за которыми последовали Афшариды и Каджары. В течение XVI века, и особенно после Зухабского мира (1639) Западная Армения перешла под османское владычество. Между XVI и серединой XVII века, тем не менее, многие из частых османско-персидских войн разрушили обе части Армении, поскольку оба соперника пытались расширить свои территории. Многие армяне веками сражались в османско-иранских войсках.
После поражения в войне 1828 года Каджарский Иран уступил Восточную Армению Российской империи. Таким образом, начиная с 1828 года и далее, историческая Армения снова оказалась между двумя империями, на этот раз Османской империей и Российской империей. Во время событий геноцида армян многие армяне сопротивлялись действиям турецкого правительства и брались за оружие.
В 1991 году, когда после распада СССР Армянская Республика получила независимость, враждебные отношения с соседней Азербайджанской Республикой и Первая карабахская война явились наиболее важными военными вопросами в Армении.

## Античность

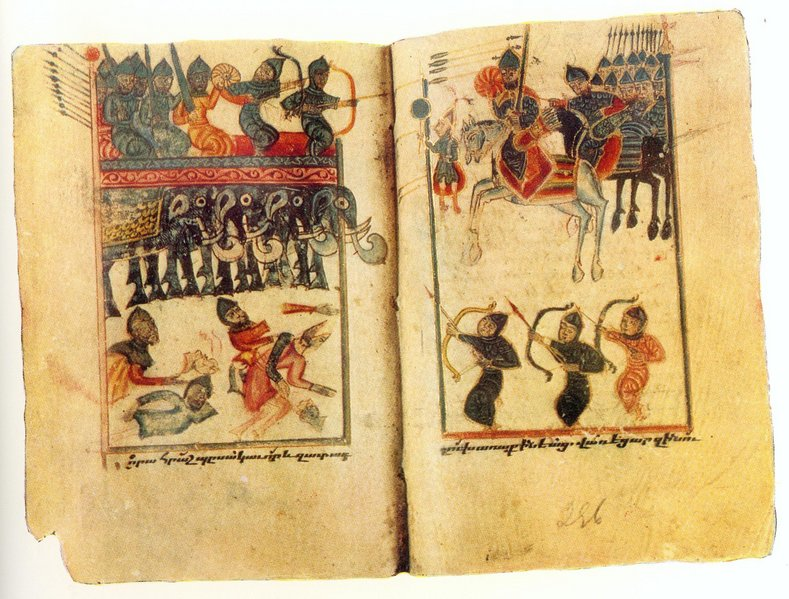
Миниатюра XV века, изображающая Аварайрскую битву. Сражение произошло в 451 году, когда армяне-христиане сражались против Сасанидской империи.

### Династия Арташесидов
Армянское эллинистическое государство было основано в 190 году до н. э. и управлялось династией Арташесидов. На пике своего могущества Великая Армения распространилась на части современных территорий Кавказа, Турции, Сирии и Ливана. После своей экспансии под руководством Тиграна II она столкнулась с Римской республикой. Хотя Армения ненадолго утратила свою независимость, она вновь утвердилась в регионе с династией Аршакидов Армении. С тех пор и римляне, и персы старались установить тесные отношения с армянами. Хотя Династия Аршакидов была иранского происхождения, она разорвала свои отношения с Персией, когда соперничающая Династия Сасанидов захватила власть, и далее, когда Армения приняла христианство в 301 году. Находясь под персидским контролем, в 451 году армяне сражались против персов в битве при Вартананце, чтобы противостоять насильственному обращению в зороастризм. Несмотря на военное поражение, персы впоследствии позволили армянам свободно исповедовать христианство.

### Армия Тиграна II
Тигран II собрал большую армию в своём стремлении расширить границы Армении.
Согласно автору «Книги Иудифи», его армия состояла из колесниц и 12 000 всадников, что, вероятно, указывает на тяжёлую кавалерию или катафрактов, обычно используемых Селевкидами и парфянами. Он также имел 120 000 пехотинцев и 12 000 конных лучников, которые также были важной особенностью парфянской армии. Как и у Селевкидов, основную часть армии Тиграна составляли пехотинцы. Еврейский историк Иосиф Флавий говорит о 500 000 человек в общей сложности. Это были верблюды, ослы и мулы для перевозки грузов, многочисленные овцы, крупный рогатый скот и козы для пищи, которая была в изобилии для каждого человека, и много золота и серебра. В результате марширующая армянская армия была «огромной, нерегулярной силой, слишком многочисленной, чтобы её можно было сосчитать, как саранча или пыль земли». Таким образом, это было похоже на восточные орды. Как бы то ни было, небольшие каппадокийские, греко-финикийские и набатейские армии не могли сравниться с ней по количеству воинов. Однако организованная римская армия со своими легионами представляла для армянских войск гораздо большую проблему.

### Кавалерия
Армянские всадники использовались как Арменией, так и соседними царствами или империями, такими как Понтийское царство, Парфия, Персия и Римская империя.
Шапо пишет:
«То, что они говорят об Армении, сбивает нас с толку. Как мог этот горный народ создать такую кавалерию, которая могла бы сравняться с всадниками мидян? Несомненно одно: Армения была источником превосходных породистых лошадей. Люди в этой стране обнаружили, что лошади были не только экономическим активом, но и могли быть использованы в военных целях».
В Сасанидской Персии армянам был присвоен статус, аналогичный элитному «саварану» персидской армии. Снаряжение армянской кавалерии было похоже на снаряжение саварана. Про-сасанидские армянские кавалерийские части сражались под знамёнами Сасанидов и были допущены в царскую столицу Ктесифон. Армяне действительно были удостоены чести за свои заслуги. Например, генерал Смбат Багратуни был удостоен особой чести и внимания со стороны Хосрова II. В 619 году, в связи с его победой над турками, которые тогда жили в Центральной Азии, ему были даны подарки, такие как щедро украшенные одежды и командование рядом царских королевских гвардейцев. Хосров II также возвёл его на третье место среди придворной знати. Кроме того, просасанидские армяне поставляли превосходную легкую кавалерию и пехоту, которые отличались тем, что использовали пращи для отражения вражеской кавалерии и копья для ближнего боя.

## Раннее средневековье

### Армения в Византийской империи
Во время византийского завоевания Западной Армении армяне считались важным элементом византийской армии. В результате им было предложено поселиться в отдалённых регионах Византийской империи, чтобы служить там. Например, в VI веке император Маврикий поощрял армян селиться вокруг Пергама в Западной Анатолии. Армянские войска становились всё более и более важными к VII веку; 2000 воинов сформировал элитную бронированную кавалерию на дунайской границе против аваров, кочевого народа, вторгавшегося в Европу. Другие даже защищали имперскую столицу Константинополь.
В VI веке Нарсесу, одному из великих полководцев Юстиниана I, наряду с другими победами удалось отвоевать Италию у остготов.

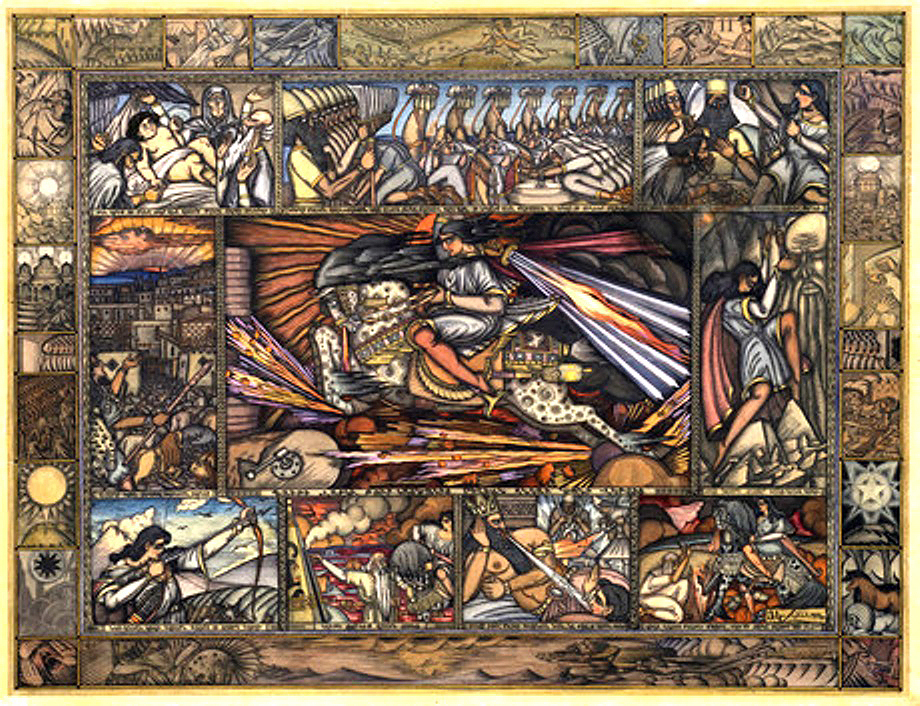
Изображение Давида Сасунского. Центральная фигура армянского эпоса «Давид Сасунский», он смотрит на борьбу против арабского владычества.

### Традиционное армянское оружие и доспехи
«Давид Сасунский» — армянский национальный эпос, возникший в Средние века во время арабского завоевания Армении. В нём, по-видимому, нашли отражение традиционные армянские оружие и доспехи. В этом устном повествовании воин носит мягкий шлем, кольчугу и пластинчатую кирасу, а также металлические ножные защитные устройства и большой щит. Его оружие включает меч, копьё, лук и стрелы, но первостепенное значение имеет булава.
Постоянные упоминания о таком оружии, брошенном всадниками, и даже о булаве, приколовшей ногу всадника к седлу, наводят на мысль, что более поздние передатчики этой устной истории, возможно, путали булаву «гурз» с тяжёлым дротиком, известным в Иране как «гузар». Бой между всадниками с метанием копья до сих пор является популярной игрой в Восточной Анатолии, где она известна как «серит».

### Государство Багратидов
После византийского завоевания Западной Армении, сасанидского завоевания Восточной Армении и последующего арабского завоевания региона армяне восстановили свой суверенитет над своими исконными землями в форме Багратидского царства Армении.
В Армении местные нахарары могли собрать от 25 000 до 40 000 человек, но такой сбор был редкостью. Страна была сильно укреплена. Считается, что семьдесят замков защищали провинцию Васпуракан, близ озера Ван. Существовал специальный полк горцев, обученных бросать камни на своих врагов. В осадной войне армяне использовали железные крюки, чтобы помочь им подняться на крепостные стены, и большие кожаные щиты, чтобы защитить их от всего, что будет сброшено сверху. Каждый нахарар возглавлял отряд свободных людей под своим собственным гербом. Армяне были хорошо вооружены для того времени, так как их страна была богата железом. Армянская армия также состояла из тяжелой кавалерии, называемой Айрузди. Эти Айрузди считались самой сильной кавалерийской силой того времени. Рекруты набирались из простолюдинов Армении. Христианские армянские призывники были готовы сражаться за христианство для любой из христианских армий того времени. Большая часть армии Вардана Мамиконяна состояла из христианских призывников.

#### Укрепления Ани
Во время правления царя Ашота III Ани стал столицей Армении. Это был естественно защищённый город, построенный на треугольном плато, его единственной уязвимой частью был север. Чтобы защитить будущую столицу Армении и её жителей, царь построил оборонительные сооружения в самом узком месте этого района. Однако, будучи объявленным столицей государства, город быстро расширился. Вследствие этого, линия массивных двойных стен была построена дальше к северу во время правления царя Смбата II. Эти северные стены являются самой впечатляющей частью Ани. Остальная часть города также была хорошо защищена укреплениями и башнями.

## Высокое средневековье

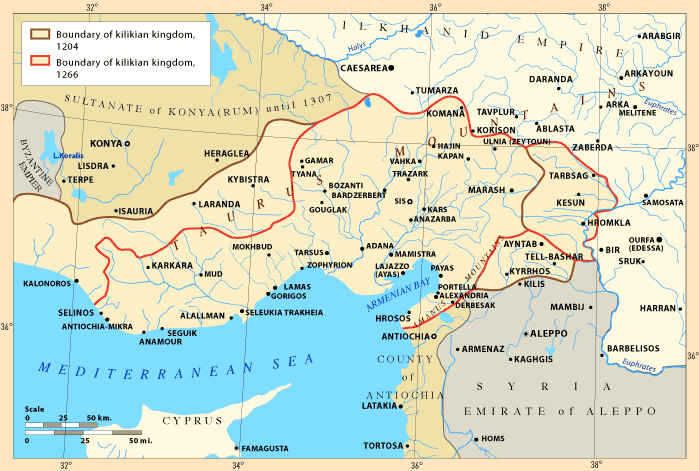
Карта Киликийского армянского государства, 1199-1375.

### Участие в византийской армии
В конце X и начале XI веков привлечение армян в византийскую армию происходило из трёх различных источников: "союзные" контингенты из Багратидской Армении, солдаты, регулярно набираемые византийской армией, а также эмигранты из контролируемых арабами частей Армении. Падение Багратидской Армении и последующее рассеяние армян по всей Восточной Анатолии наполнило ряды византийской армии армянскими воинскими частями или тагмата Арменион. В этот период некоторые князья Антиохии, а также Халдии и Месопотамии, как считалось, имели такие подразделения под своим командованием. Из-за присутствия армян в византийской армии в этих областях эти три фемы (района) были названы armenika themata. Армянский контингент в византийской армии сражался и терроризировал арабов Крита в 960-961 годах, когда Никифор Фока вторгся на остров, а в 965 году контингент был отправлен также в Киликию. При Иоанне Цимисхии армянский контингент также участвовал в походах против Руси в 971 году, а при Василии II, в 986 году, было армянское участие в походах против булгар. Армянские наемники присутствовали также в византийской столице Константинополе, а на Кипре существовали армянские военные колонии.
Когда Византийская империя захватила Багратидскую Армению в 1045 году, и с последующим сельджукским завоеванием этой области, большое количество армян переселилось в другие места. Большинство этих беглых семей поселилось в Киликии и её окрестностях, где они основали царство, в то время как некоторые двинулись дальше на юг, в Египет, а другие отправились на Балканы, в Крым и Польшу.

### Участие в египетской армии
Хотя большинство армян были христианами, они играли значительную роль в некоторых мусульманских странах, таких как Египет. Некоторые мусульманские армянские наёмники были наняты египетскими Тулунидами в конце IX века. Армянские войска также служили в войсках Хамданидов, Мирдасидов и Фатимидов. Когда Византия подчинила себе Армянское царство Багратидов, многие армяне мигрировали в Египет и сформировали большой корпус пехотных лучников под руководством армян-мусульман. В конце концов, армянские войска захватили контроль над Каиром в 1073-1074 годах. Таким образом, их предводитель занял важные посты в администрации Фатимидов, в связи с чем в египетскую армию было завербовано больше армян. Этот набор был сокращён после прибытия турок-сельджуков и крестоносцев.

### Грузинское правление
Армения была оккупирована Великой Сельджукской империей до 1123 года, когда Грузинское царство освободило некоторые армянские области. Армения стала частью феодальной земли Грузинского царства, и знатная грузино-армянская семья Мхаргрдзели (Закарян) играла в стране значительную роль. Начиная с 1190 года, Мхаргрдзели быстро набирали силу. На девятом году царствования Тамары, в 1193 году, Мандатуртухуцес и амирспасалар Закария Мхаргрдзели и его брат Иване атабек взяли Двин. Они также взяли Гелакун, Биджниси, Амберд и Баргушат, а также все города выше города Ани, вплоть до Худаферинских мостов.
В 1195 году, когда Ильдегизиды вторглись в царство, армянские войска присоединились к феодальной армии Грузии под командованием Давида Сослана. Генеральное сражение состоялось в 1195 году близ Шамкира (Битва при Шамкире). Абу-Бакр, усиленный мусульманскими эмирами, встретил врага у хорошо укрепленного города Шамкир 1 июня 1195 года. Давид Сослан послал сравнительно небольшой отряд, чтобы прорваться через ворота города, а сам повёл основные грузинские войска в глубокий тыл врага. Однако плохие дороги и трудный ландшафт были препятствием для грузин, и Атабек некоторое время защищал город. Тем не менее манёвр Давида Сослана оказался решающим, и армия Абу Бакра была жестоко разбита. Шамкир был в конце концов захвачен грузинами, которые затем преследовали вражеских солдат до города Гянджа, который, в свою очередь, пал к ногам победителей.
Около 1199 года армянские войска захватили город Ани, а в 1201 году грузинская правящая царица Тамара отдала им Ани в качестве феода.

### Киликийское армянское государство
Киликийское армянское государство было основано в Средние века армянами, бежавшими от византийцев, а затем от турок-сельджуков. Киликийские армяне, будучи христианами, во время Первого крестового похода иногда вступали в союз с франкскими крестоносцами. В контексте дружественных армяно-крестоносных отношений они переняли европейские традиции, даже в своих военных одеяниях и стратегиях.
Согласно летописцам, в Киликийской армянской армии насчитывалось до 100 000 человек, треть из которых была кавалерией. В то время армянская тяжёлая кавалерия имела большое сходство со своими франкскими аналогами, а техника, используемая армянской армией, все больше и больше походила на ту, что использовалась европейцами. Армяне оказали большую помощь в военных походах крестоносцев в Леванте. Фактически, крестоносцы использовали армянских осадных инженеров во время своих кампаний. Например, некий специалист по имени Хаведик (латинизированная форма Аведис) разработал машины, используемые для нападения на Тир в 1124 году.
Левон III внёс важные изменения в Киликийскую армянскую военную организацию, которая до тех пор была похожа на армянские царства Великой Армении. «Нахарары», армянская феодальная знать, потеряли большую часть своей старой автономии. Имена и функции региональных предводителей были латинизированы, и многие аспекты структуры армии были вдохновлены или скопированы из государств крестоносцев, особенно из соседнего княжества Антиохии.

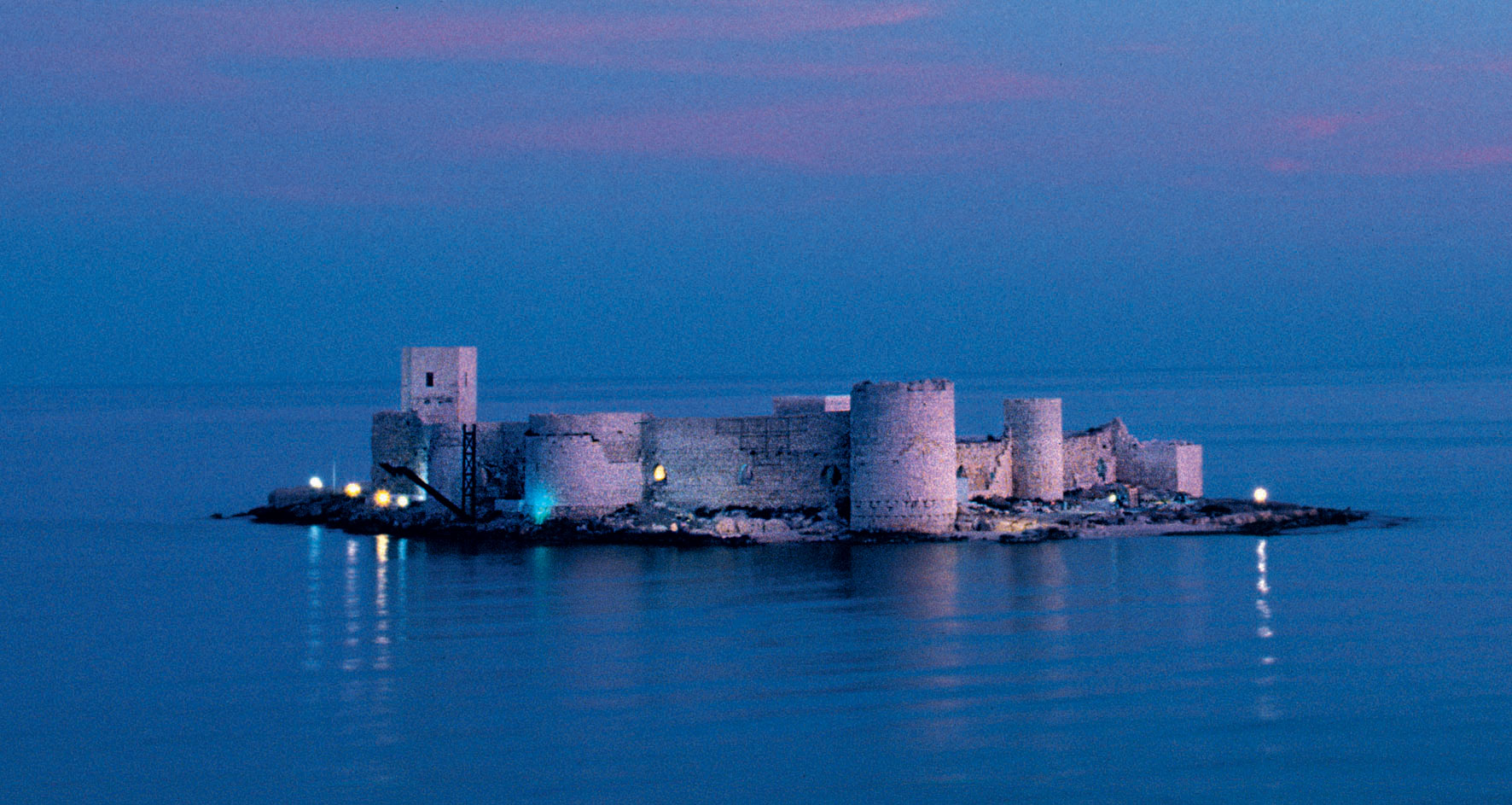
Армянская киликийская крепость XIII века (на фото в 2006 году).

#### Укрепления в Киликийской Армении
Большинство армянских укреплений в Киликии характеризуются многочисленными крепостными стенами, выложенными нерегулярными планами в соответствии с извилистостью породы, округлыми и особенно подковообразными башнями, мелко нарезанными часто рустованными облицовочными камнями из ясеня, сложным изогнутым входом с прорезью для машин, амбразурными бойницами для лучников, бочкообразными или остроконечными сводами над подземными переходами, воротами и часовнями, а также цистернами со сложными наклонными дренажами. В непосредственной близости от многих укреплений находятся остатки гражданских поселений. Некоторые из важных замков Армянского царства включают в себя: Козан, Аназарб, Феке, Йыланкале, Сервантикар, Куклак, Тил Хамтун, Хаджин, Ламброн и Габан (современный Гебен). Армянские дизайнерские идеи повлияли на строительство замков в соседних государствах крестоносцев, таких как Антиохийское княжество, где укрепления варьировались от крошечных форпостов на вершине холма до крупных гарнизонных крепостей. Антиохия привлекала мало европейских поселенцев, и поэтому они в значительной степени полагались на военную элиту греческого, сирийского и армянского происхождения, которая, вероятно, повлияла на проектирование местных укреплений.

## Османско-иранское правление

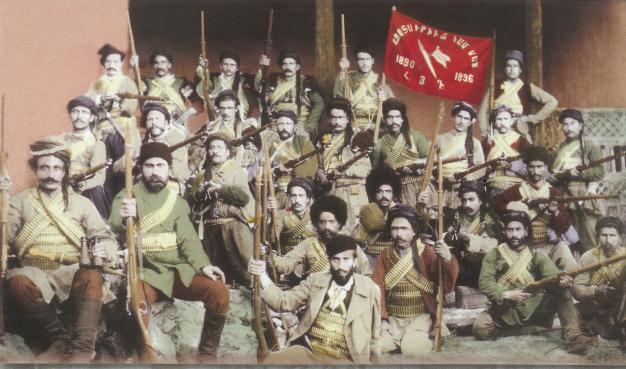
Группа фидаев, сражающихся под флагом Дашнакцутюн, ок. 1890-х гг. Отряды федаев были подняты для защиты армянских деревень от племенных курдских и сил Хамидие.

В 1375 году египетские мамлюки захватили Киликийскую Армению, фактически положив конец армянскому суверенитету. Османская империя в конце концов установила своё господство над Киликией с завоеванием Мамлюкского султаната при Селиме I. После последовательного правления сельджуков, Монгольской империи, Ильханата, Тимуридов, Ак-Коюнлу и Кара-Коюнлу Армения была завоёвана формирующимся государством Сефевидов царя Исмаила I. В 1555 году согласно мирному договору в Амасье и особенно по Зухабскому миру (1639) османы завоевали Западную Армению, в то время как Восточная Армения оставалась под властью персов. Множество армян служили в армиях обеих империй. Многие армяне были зачислены в элитный гулямский корпус Сефевидов. Османская армия на ранней стадии своего развития пользовалась услугами армянских пехотных лучников, которые полагались на старомодный составной лук. Они носили приглушённые цвета или чёрный из-за османских законов, которые зарезервировали более яркий костюм для турецкой элиты. Позже некоторые армянские дети были воспитаны как янычары. Восточная часть традиционных армянских земель была отвоёвана царской Россией у Каджарского Ирана, что было подтверждено в 1828 году Туркманчайским договором.

### Армянское ополчение
Армянское ополчение представляло собой иррегулярные подразделения лиц, которые добровольно покидали свои семьи, чтобы сражаться и защищать армянские деревни и городские кварталы от османской агрессии и массовых убийств. По итогу их сражений против османских войск и курдских иррегулярных формирований часто оставалась лишь горстка «фидаев». Их дальнейшей целью было получение армянской автономии (Арменакан) или независимости (Дашнакцутюн, Гнчак) в зависимости от их идеологии и степени притеснения, испытываемого армянами. Некоторые из них также помогали иранским революционерам во время их революции.

## Первая мировая война

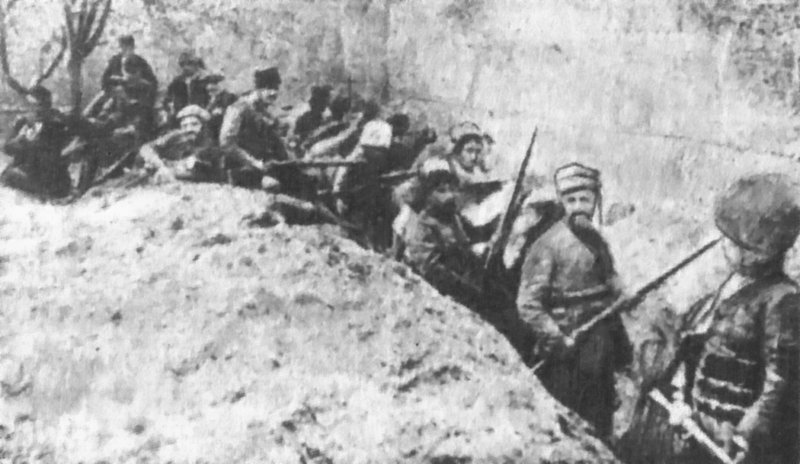
Армянские мирные жители удерживают линию обороны против османских войск во время Ванского сражения в 1915 году.

Армянский народ был подвергнут геноциду со стороны младотурецкого правительства во время Первой мировой войны. Было убито от 1,5 до 2 миллионов мужчин, женщин и детей. Армяне часто сопротивлялись действиям турецкого правительства, как, например, во время Ванского сражения.
С созданием Демократической Республики Армения, в Кавказской кампании после распада Российской империи и армии, вновь организованная армия провела несколько сражений против Османской империи. Победа в Сардарапатском сражении доказала, что Армения была дееспособной державой, но в конечном итоге армяне были вынуждены сдать большую часть своей земли и оружия. В то же время Демократическая Республика Армения также столкнулась с Армяно-грузинской войной 1918 года и 
Армяно-азербайджанской войной 1918 года.

### Послевоенный период
В 1920 году Армения провела ряд сражений с Турцией во время Армяно-турецкой войны. После вторжения советской Красной Армии Армения была поглощена Советским Союзом в 1921 году.

## Вторая мировая война
Армения участвовала во Второй мировой войне на стороне союзников в составе Советского Союза. Армения была избавлена от опустошения и разрушений, которые постигли большую часть запада Советского Союза во время Великой Отечественной войны. Нацисты так и не достигли Южного Кавказа, что они намеревались сделать, чтобы захватить нефтяные месторождения в Азербайджане. Тем не менее, Армения играла важную роль в оказании помощи фронту как в промышленности, так и в сельском хозяйстве. По оценкам, в войне участвовало 300-500 тысяч армян, почти половина из которых не вернулась. Таким образом, Армения имела один из самых высоких показателей смертности на душу населения среди других советских республик.

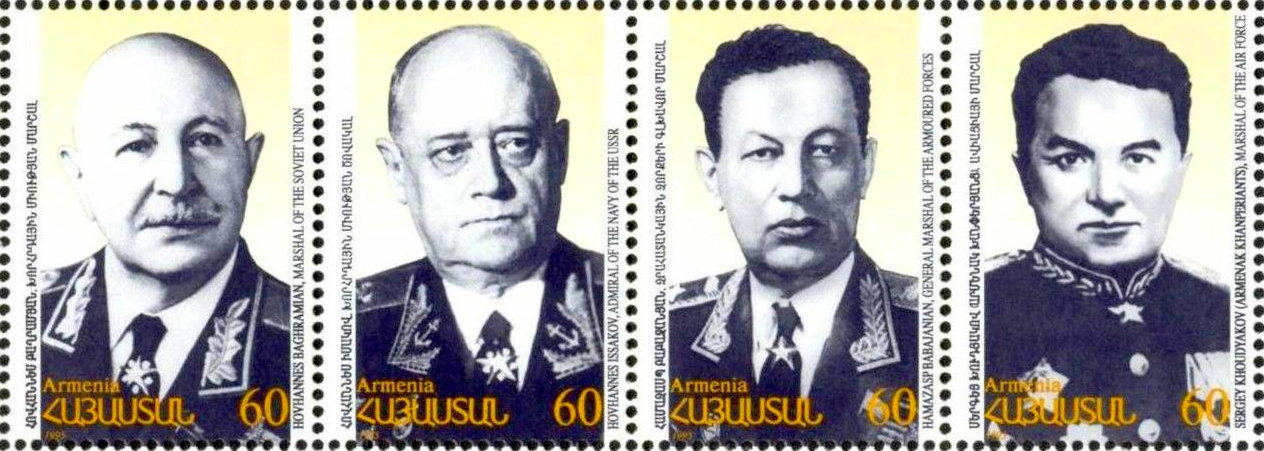
Маршалы и адмирал Второй мировой войны армянского происхождения на марках:
И. Баграмян, И. Исаков, А. Бабаджанян, С. Худяков

Всего 117 граждан Армянской ССР, в том числе 10 неэтнических армян, были удостоены звания Героя Советского Союза. Из них 36 человек погибли в бою и были удостоены этого звания посмертно. 27 армянских солдат и сержантов также были награждены орденами Славы, а всего 66 802 участника из Армении были награждены орденами и медалями Советского Союза. Армяне, проживавшие в районах оккупированных областей Советского Союза, формировали партизанские отряды для борьбы с немцами. Более шестидесяти армян были повышены в звании до генерала, а ещё четверо в конечном итоге получили звание Маршала Советского Союза. Ованес Баграмян был первым неславянским маршалом и командующим, занявшим должность командующего фронтом, когда в 1943 году его назначили командующим Первым Прибалтийским фронтом. Адмирал Иван Исаков стал вторым Адмиралом Флота Советского Союза. Амазасп Бабаджанян был вторым из всего лишь двух главных маршалов танковых и бронетанковых войск. Сергей Худяков был в числе трёх маршалом авиации.
В 1941-42 годах в Советской Армении было сформировано шесть специальных военных дивизий, отчасти потому, что многие призывники из республики не понимали русского языка. Только в этих шести дивизиях насчитывалось более 67 000 солдат.
Пять из них, 89-я, 409-я, 408-я, 390-я и 76-я дивизии, получат выдающийся военный послужной список, в то время как шестой было приказано остаться в Армении, чтобы охранять западные границы Республики от возможного вторжения соседней Турции. 89-я Таманская дивизия, состоявшая из этнических армян, отличилась во время войны. Возглавляемая генерал-майором Нвером Сафаряном, она участвовала в Берлинской наступательной операции и вошла в Берлин. Многие армянские солдаты служили также в двух других многонациональных дивизиях. Они приехали не только из Советской Армении, но и из других советских республик и других стран со значительным армянским меньшинством.
Армянская ССР поставляла оружие и восстанавливала разбитые самолеты. Рабочие пожертвовали в Фонд обороны 216 000 000 рублей. Армения, в качестве подарка, отправила на фронт 45 вагонов провизии. Армянские общины на Ближнем Востоке и Западе также пожертвовали значительные суммы денег советскому правительству, чтобы помочь построить серию танков для Красной армии. Эти танки были названы в честь Давида Сасунского, героя армянского средневекового эпоса, и Маршала Баграмяна.

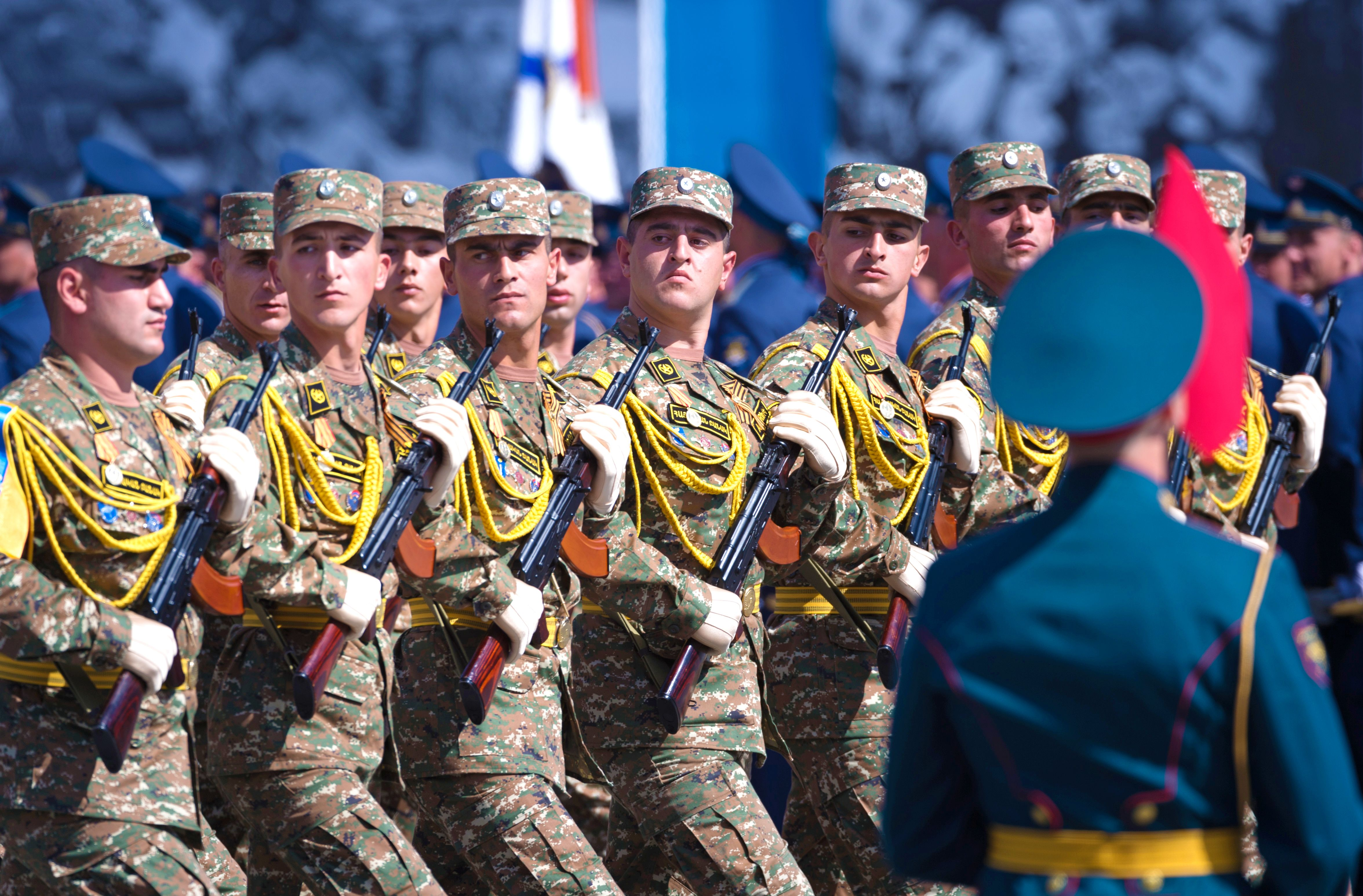
Парадный расчёт Отдельного полка охраны Вооружённых сил Армении на Параде Победы в Москве 9 мая 2015 года

За пределами Армении и Советского Союза Мисак Манушян был одним из лидеров французского Сопротивления. Он был схвачен и казнён нацистами в 1944 году вместе с более чем 20 членами FTP-MOI Парижского региона и остаётся очень уважаемой фигурой в новой французской истории. Награждённые солдаты, которые сражались в армии Соединённых Штатов Америки, включают Эрнеста Х. Дервишяна (получатель Медали Почёта), Гарри Кизиряна (самый награждённый военнослужащий из Род-Айленда и один из самых награждённых морских пехотинцев войны) и Виктора Магакяна (один из самых награждённых американских солдат войны). Братья Ноэль Агазарян и Джек Агазарян оба служили в британских Королевских ВВС, Ноэль был повышен до лётного офицера и участвовал в битве за Британию, прежде чем был убит в бою в 1941 году, в то время как Джек стал полевым агентом Секретной разведывательной службы и был схвачен и казнён в 1945 году. Их сестра, Моника Агазарян, стала одной из всего лишь 10 молодых женщин, принятых во Вспомогательный Воздушный Транспорт для обучения пилотов ab initio.
Геворк Вартанян был агентом разведки, ответственным за срыв операции «Длинный прыжок» и тем самым предотвративший убийство Иосифа Сталина, Уинстона Черчилля и Франклина Д. Рузвельта на Тегеранской конференции в 1943 году.
На стороне Оси был создан Армянский легион в составе Вермахта, который состоял в основном из советских военнопленных, которые предпочли сражаться за немецкие войска, а не быть отправленными в нацистские лагеря военнопленных или убитыми. Легион возглавлял бывший министр обороны Армении генерал Драстамат Канаян, воевавший против Советского Союза на Восточном фронте. Канаян был одним из немногих в Легионе, кто пошёл добровольцем в надежде освободить Армению от советского контроля. Общее число армян, служивших в германских вооружённых силах во время войны, достигло 33 000 человек: 14 000 были размещены в полевых батальонах, а ещё 7 000 служили в тыловых и других небоевых частях. Легион участвовал в оккупации Крымского полуострова и Кавказа. Он не принимал участия в Холокосте, напротив, несколько еврейских солдат, взятых в плен в качестве военнопленных, были спасены некоторыми армянами в Легионе. В нескольких случаях евреев отправляли в батальон, чтобы избежать обнаружения нацистами. К концу войны многие из легиона дезертировали или восстали. Несмотря на признание нацистской Германией того, что армяне были индоевропейским (или арийским) народом, Адольф Гитлер лично заявил: «Я не доверяю армянам».
По состоянию на 2005 год в Армении всё ещё проживало около 9000 ветеранов войны.

## Республика Арцах (Нагорно-Карабахская Республика)
В течение XX века Нагорный Карабах был лишён армянской идентичности последующими российскими, британскими и азербайджанскими правителями.

Армянские ополченцы в Нагорном Карабахе во время Первой карабахской войны, в 1994 году.

Армяне Нагорного Карабаха обвинили советское азербайджанское правительство в проведении насильственной этнической чистки в регионе. Преобладающее армянское население при идеологической и материальной поддержке Армении начало движение за передачу территории Армении. Сначала это была «война слов» в 1987 году. На референдуме в декабре 1991 года армяне Нагорного Карабаха объявили о независимости от Азербайджанской ССР. Советское предложение об усилении автономии НКАО в составе Азербайджана не удовлетворило ни одну из сторон. После распада Советского Союза в 1991 году разразилась Первая карабахская война.
В постсоветском вакууме власти военные действия между Азербайджаном и Арменией находились под сильным влиянием российских военных. Кроме того, азербайджанские военные использовали большое количество наёмников из Украины и России. В боевых действиях участвовало до тысячи афганских моджахедов. На стороне Азербайджана воевали также боевики из Чечни.
К концу 1993 года конфликт привел к тысячам жертв и сотням тысяч беженцев с обеих сторон. К маю 1994 года армяне контролировали 14% территории Азербайджана. В результате азербайджанцы начали прямые переговоры с властями Карабаха. Перемирие было достигнуто 12 мая 1994 года путём переговоров с Россией. Но окончательное решение конфликта ещё не достигнуто.

## Хронология значимых событий
Победы соответствуют светло-серому цвету, поражения — красному.
| Война/битва                         | Противник                             | Часть                                                 | Дата                              | Войска                                                                  |
| ----------------------------------- | ------------------------------------- | ----------------------------------------------------- | --------------------------------- | ----------------------------------------------------------------------- |
| Урарту-ассирийская война            | Новоассирийское царство               |                                                       | 714-627 гг. до н.э.               | Государство Урарту                                                      |
| Битва при Гавгамелах                | Македония                             | Сражения Александра Македонского                      | 331 г. до н.э.                    | Ервандидское Армянское царство                                          |
| Битва при Пахии                     | Римская республика                    | Первая Митридатова война                              | 89 г. до н.э.                     | Арташесидское Армянское царство                                         |
| Армянско-парфянская война           | Парфянское царство                    |                                                       | 87-85 гг. до н.э.                 | Арташесидское Армянское царство                                         |
| Битва при Тигранакерте              | Римская республика                    | Третья Митридатова война                              | 69 г. до н.э.                     | Арташесидское Армянское царство                                         |
| Битва при Артаксате                 | Римская республика                    | Третья Митридатова война                              | 68 г. до н.э.                     | Арташесидское Армянское царство                                         |
| Армянско-иберийская война           | Кавказская Иберия                     |                                                       | 51-53 гг. н.э.                    | Арташесидское Армянское царство                                         |
| Война за армянское наследство       | Римская империя                       | Римско-парфянские войны                               | 58-63 г. н.э.                     | Арташесидское Армянское царство                                         |
| Битва при Багреванде                | Государство Сасанидов                 |                                                       | 371                               | Арташесидское Армянское царство                                         |
| Аварайрская битва                   | Государство Сасанидов                 |                                                       | 451                               | Армянские повстанцы                                                     |
| Битва при Варданакерте              | Омейядский халифат                    |                                                       | 702                               | Армянские повстанцы                                                     |
| Багревандская битва                 | Аббасидский халифат                   |                                                       | 775                               | Армянские повстанцы                                                     |
| Сражение сорока                     | Аббасидский халифат                   |                                                       | 863                               | Армянские повстанцы                                                     |
| Севанская битва                     | Эмират Саджидов                       |                                                       | 924                               | Багратидская Армения                                                    |
| Битва при Ани                       | Византийская империя                  |                                                       | 1042                              | Багратидская Армения                                                    |
| Битва при Аазазе                    | Государство Сельджукидов              | Крестовые походы                                      | 1125                              | Киликийское армянское государство                                       |
| Битва при Мамистре                  | Византийская империя                  |                                                       | 1152                              | Киликийское армянское государство                                       |
| Осада Акры (1189—1191)              | Айюбиды                               | Крестовые походы                                      | 1189-1191                         | Киликийское армянское государство                                       |
| Битва при Айн-Джалуте               | Мамлюкский султанат                   | Монгольские нашествия на Левант                       | 1260                              | Киликийское армянское государство                                       |
| Битва при Гарни                     | Государство Хорезмшахов               |                                                       | 1225                              | Армянское княжество Закаридов                                           |
| Битва за Багдад (1258)              | Аббасидский халифат                   | Монгольские нашествия на Левант                       | 1258                              | Киликийское армянское государство                                       |
| Битва при Айн-Джалуте               | Мамлюкский султанат                   | Монгольские нашествия на Левант                       | 1260                              | Киликийское армянское государство                                       |
| Осада Алеппо                        | Мамлюкский султанат                   | Монгольские нашествия на Левант                       | 1260                              | Киликийское армянское государство                                       |
| Битва при Мари                      | Мамлюкский султанат                   |                                                       | 1266                              | Киликийское армянское государство                                       |
| Вторая битва при Сарвандикаре       | Мамлюкский султанат                   |                                                       | 1276                              | Киликийское армянское государство                                       |
| Битва при Хомсе                     | Мамлюкский султанат                   | Монгольские нашествия на Левант                       | 1281                              | Киликийское армянское государство                                       |
| Битва в долине Эль-Хазнадар         | Мамлюкский султанат                   | Монгольские нашествия на Левант                       | 1299                              | Киликийское армянское государство                                       |
| Битва при Мардж аль-Саффаре         | Мамлюкский султанат                   | Монгольские нашествия на Левант                       | 1303                              | Киликийское армянское государство                                       |
| Битва при Халидзоре                 | Османская империя                     | Армянское национально-освободительное движение        | Март 1726                         | Армянские ополченцы                                                     |
| Первое зейтунское восстание         | Османская империя                     | Армянское национально-освободительное движение        | Август 1862                       | Армянские ополченцы                                                     |
| Сасунская самооборона               | Османская империя                     | Армянское национально-освободительное движение        | Август 1894                       | Социал-демократическая партия «Гнчак»                                   |
| Второе зейтунское восстание         | Османская империя                     | Армянское национально-освободительное движение        | Октябрь 1895-январь 1896          | Социал-демократическая партия «Гнчак»                                   |
| Оборона Вана                        | Османская империя                     | Армянское национально-освободительное движение        | 3–11 июня 1896                    | Арменакан                                                               |
| Ханасорский поход                   | Курды Ханасора                        | Армянское национально-освободительное движение        | 25–27 июля 1897                   | Дашнакцутюн                                                             |
| Битва при Хасдуре                   | Османская империя                     | Армянское национально-освободительное движение        | 1899                              | Дашнакцутюн                                                             |
| Битва за монастырь Святых Апостолов | Османская империя                     | Армянское национально-освободительное движение        | 3–27 ноября 1901                  | Дашнакцутюн                                                             |
| Сасунское восстание                 | Османская империя                     | Армянское национально-освободительное движение        | Март–апрель 1904                  | Дашнакцутюн                                                             |
| Сулухская битва                     | Османская империя                     | Армянское национально-освободительное движение        | 27 мая 1907                       | Дашнакцутюн                                                             |
| Третье зейтунское восстание         | Османская империя                     | Армянское национально-освободительное движение        | 30 августа 1914 – 25 марта 1915   | Социал-демократическая партия «Гнчак»                                   |
| Ванское сражение                    | Османская империя                     | Армянское национально-освободительное движение        | 19 апреля-17 мая 1915             | Дашнакцутюн и Арменакан                                                 |
| Дилиманское сражение                | Османская империя                     | Персидская кампания в Первой мировой войне            | 19 апреля-17 мая 1915             | Добровольческий армянский корпус и Дашнакцутюн                          |
| Шабин-Карахисарское восстание       | Османская империя                     | Армянское национально-освободительное движение        | 2–30 июня 1915                    | Социал-демократическая партия «Гнчак»                                   |
| Оборона горы Муса-Даг               | Османская империя                     | Армянское национально-освободительное движение        | 21 июля-12 сентября 1915          | Дашнакцутюн                                                             |
| Урфийская самооборона               | Османская империя                     | Армянское национально-освободительное движение        | 29 сентября-20 октября 1915       | Дашнакцутюн                                                             |
| Армяно-азербайджанская война        | Азербайджан                           |                                                       | 30 марта 1918 – 28 апреля 1920    | Первая Республика Армения, Диктатура Центрокаспия и Дашнакцутюн         |
| Баш-Апаранское сражение             | Османская империя                     | Кавказский фронт Первой мировой войны                 | 21–24 мая 1918                    | Добровольческий армянский корпус                                        |
| Сардарапатское сражение             | Османская империя                     | Кавказский фронт Первой мировой войны                 | 22–26 мая 1918                    | Добровольческий армянский корпус                                        |
| Каракилисское сражение              | Османская империя                     | Кавказский фронт Первой мировой войны                 | 25–28 мая 1918                    | Добровольческий армянский корпус                                        |
| Битва при Араре                     | Османская империя                     | Синайско-Палестинская кампания в Первой мировой войне | 19 сентября 1918                  | Французский армянский легион                                            |
| Армяно-грузинская война             | Грузинская демократическая республика |                                                       | 17 октября-31 декабря 1918        | Первая Республика Армения                                               |
| Битва при Мараше                    | Османская империя                     | Киликийская кампания в войне за независимость Турции  | 21 января-13 февраля 1920         | Французский армянский легион                                            |
| Битва при Урфе                      | Османская империя                     | Киликийская кампания в войне за независимость Турции  | 9 февраля-11 апреля 1920          | Французский армянский легион                                            |
| Осада Айнтаба                       | Османская империя                     | Киликийская кампания в войне за независимость Турции  | 1 апреля 1920 – 9 февраля 1921    | Французский армянский легион                                            |
| Армяно-турецкая война               | Османская империя                     | Война за независимость Турции                         | 16 июня-2 декабря 1920            | Первая Республика Армения                                               |
| Вторжение Красной Армии в Армению   | РСФСР                                 | Гражданская война в России                            | Сентябрь–29 ноября 1920           | Первая Республика Армения                                               |
| Февральское восстание в Армении     | РСФСР                                 |                                                       | 13 февраля 1921 – 13 июля 1921    | Дашнакцутюн (до 26 апреля); Республика Горная Армения (после 26 апреля) |
| Первая карабахская война            | Азербайджан                           | Конфликты на постсоветском пространстве               | 13 февраля 1988 – 12 мая 1994     | Армения; НКР                                                            |
| Вторая карабахская война            | Азербайджан                           | Конфликты на постсоветском пространстве               | 27 сентября 2020 – 10 ноября 2020 | Армения; НКР                                                            |